# Ammophila kennedyi
Ammophila kennedyi es una especie de avispa del género Ammophila, familia Sphecidae.

## Taxonomía
Fue descrito por primera vez en 1938 por Murray.